# Numidocapra
La numidocapra (gen. Numidocapra) è un mammifero artiodattilo estinto, appartenente ai bovidi. Visse tra il Pleistocene inferiore e il Pleistocene medio (circa 1,8 - 0,8 milioni di anni fa) e i suoi resti fossili sono stati ritrovati in Africa.

## Descrizione
Questo animale doveva essere vagamente simile agli attuali alcelafi, o forse agli gnu, e anche le dimensioni dovevano essere paragonabili. Il cranio era alto e stretto, mentre le corna erano ricurve all'insù e in avanti se viste lateralmente. Le ossa frontali tra le basi delle corna erano poco sollevate, e la volta cranica era ricurva verso il basso, con un profilo diritto. La specie tipo, N. crassicornis, era dotata di corna quasi parallele e con margini anteriori concavi. Una specie più recente e più piccola, N. arambourgi, possedeva corna divergenti e ritorte (Vrba, 1997).

## Classificazione
Il genere Numidocapra venne descritto per la prima volta nel 1949 da Camille Arambourg, sulla base di fossili ritrovati in Algeria in terreni del Pleistocene inferiore. La specie tipo è N. crassicornis. Un'altra specie, N. arambourgi, venne inizialmente attribuita a un genere a sé stante (Rabaticeras), e sembrerebbe essersi originata dalla precedente. Questa specie del Pleistocene medio era diffusa in gran parte dell'Africa. Una terza specie, N. porrocornutus, precedentemente ascritta al genere Damaliscus, è la più antica (inizio del Pleistocene).
Numidocapra, inizialmente attribuito alla sottofamiglia Caprinae, è stato in seguito classificato con gli alcelafini, il gruppo di bovidi africani comprendenti kongoni e gnu (Geraads, 1981).